# Khagrachari (zila)
Khagrachari (en bengalí: খাগড়াছড়ি) es un zila o distrito de Bangladés que forma parte de la división de Chittagong.
Comprende 8 upazilas en una superficie territorial de 2596 km² : Dighinala, Khagrachhari, Lakshmichhari, Mahalchhari, Manikchhari, Matiranga, Panchhari y Ramgarh.
La capital es la ciudad de Khagrachari.

## Upazilas con población en marzo de 2011[2]
- Dighinala 103,392
- Khagrachhari Sadar 111,833
- Lakshmichhari 25,994
- Mahalchhari 50,757
- Manikchhari 61,589
- Matiranga 126,477
- Panchhari 62,198
- Ramgarh 71,677

## Demografía
Según estimación 2010 contaba con una población total de 782670 habitantes.